# Heide südlich Burg
Die Heide südlich Burg ist ein FFH-Gebiet in der Stadt Burg im Landkreis Jerichower Land in Sachsen-Anhalt.

## Allgemeines
Das FFH-Gebiet ist gemäß der gebietsbezogenen Anlage der Landesverordnung zur Unterschutzstellung der Natura 2000-Gebiete im Land Sachsen-Anhalt (N2000-LVO LSA) circa 100 Hektar groß. Die Gebietsgröße war ursprünglich mit rund 88 Hektar angegeben, bzw. laut Managementplan nach der Konkretisierung der Schutzgebietsgrenze mit 89,03 Hektar. Das FFH-Gebiet ist durch die Landesverordnung zur Unterschutzstellung der Natura 2000-Gebiete im Land Sachsen-Anhalt (N2000-LVO LSA) seit dem 21. Dezember 2018 rechtlich gesichert. Zuständige untere Naturschutzbehörde ist der Landkreis Jerichower Land.

## Beschreibung
Das FFH-Gebiet liegt südlich von Burg im Burger Vorfläming. Es umfasst einen von Heide und Magerrasen geprägten und größtenteils von Wäldern umgebenen Bereich, in dem sich der Sonderlandeplatz Burg befindet. Die Heiden werden von Besenheide dominiert. Neben Gräsern siedeln hier auch Sandstrohblumen und Strandgrasnelken. Die Heidebestände verholzen und verbuschen im Zuge der Sukzession. Insbesondere im nördlichen Bereich des FFH-Gebietes sind Grünlandbrachen und Trockenrasen mit zahlreichen Magerrasenarten zu finden. Randlich stocken Kiefern und Kiefern-Pionierwälder mit Birke oder Zitterpappel.
Unbefestigte Sandwege sind für Insekten von besonderer Bedeutung. Das Gebiet beherbergt zahlreiche Heuschrecken, Wildbienen, Zweiflügler, Schmetterlinge und Laufkäfer. Bei einer 2010 durchgeführten Kartierung wurden 23 Heuschreckenarten, 99 Wildbienenarten, 250 Schmetterlingsarten und 37 Laufkäferarten nachgewiesen. Weiterhin sind verschiedene Vogelarten heimisch, darunter Neuntöter, Sperbergrasmücke, Braunkehlchen, Schwarzkehlchen und Wiedehopf. Das Gebiet ist auch Lebensraum der Zauneidechse.
Im Norden grenzt das FFH-Gebiet an eine ackerbaulich genutzte Fläche, im Osten teilweise an den Standortübungsplatz Burg-Krähenberge.